# Podzamcze (Bychawa)
Podzamcze – część miasta Bychawa w Polsce położona w województwie lubelskim, w powiecie lubelskim.
1 stycznia 1958 wieś Podzamcze stała się częścią Bychawy, w związku z przekształceniem gromady Bychawa (do której Podzamcze – jako składowa Wincentówka – przynależała od 1954 roku) w miasto. 1 stycznia 1973 część Podzamcze (311 ha) wyłączono z Bychawy, tworząc obecną wieś Podzamcze.
W latach 1975–1998 miejscowość należała administracyjnie do województwa lubelskiego.
Znajduje się tu rezerwat przyrody Podzamcze.